# Ole Kristian Furuseth
Ole Kristian Furuseth (* 7. Januar 1967 in Jessheim) ist ein ehemaliger norwegischer Skirennläufer. Der neunfache norwegische Meister gewann zwei Medaillen bei Olympischen Spielen und Weltmeisterschaften, siegte in neun Weltcuprennen und gewann zweimal den Disziplinenweltcup im Riesenslalom.

## Biografie
Erstmals stand er als Sieger des Kombinations-Slaloms bei den Weltmeisterschaften 1989 in Vail/Beever Creek im breiten Rampenlicht, dem folgte noch in derselben Saison der Slalomsieg beim Weltcup-Finale in Furano (JPN). – An großen Titelwettkämpfen gewann er zwei Medaillen: Bronze im Slalom bei den Weltmeisterschaften 1991 in Saalbach-Hinterglemm und Silber im Slalom bei den Olympischen Spielen 1998 in Nagano. Darüber hinaus war er nicht weniger als vier Mal Vierter geworden: Bei der Ski-WM 1991 (Riesenslalom und Super-G), bei den Olympischen Spielen 1992 in Albertville (Slalom) sowie bei den Weltmeisterschaften 1997 in Sestriere (Slalom).
Im Skiweltcup war er ebenfalls sehr erfolgreich und gewann neun Rennen (sechs Slaloms und drei Riesenslaloms). In den Saisonen 1988/89 (punktegleich mit Pirmin Zurbriggen) und 1989/90 (punktegleich mit Günther Mader) konnte er den Riesenslalom-Weltcup für sich entscheiden. Im Gesamtweltcup erreichte er einmal und im Slalomweltcup dreimal den zweiten Platz.
1989 gewann er die Wahl zu Norwegens Sportler des Jahres sowie die Morgenbladet-Goldmedaille. Im März 2002 erklärte Furuseth seinen Rücktritt vom Spitzensport. Heute betreibt er zwei Hotels, die Furuseth Alpin Lodge und Studio H in Kvitfjell bei Lillehammer.

## Erfolge

### Olympische Winterspiele
- Albertville 1992: 4. Super-G, 5. Riesenslalom, 7. Kombination
- Nagano 1998: 2. Slalom
- Salt Lake City 2002: 9. Slalom

### Weltmeisterschaften
- Vail 1989: 6. Slalom, 8. Riesenslalom, 12. Super-G, 16. Kombination
- Saalbach-Hinterglemm 1991: 3. Slalom, 4. Riesenslalom, 4. Super-G
- Moriko 1993: 10. Riesenslalom, 14. Slalom
- Sierra Nevada 1996: 7. Slalom
- Sestriere 1997: 4. Slalom
- St. Anton 2001: 11. Slalom

### Juniorenweltmeisterschaften
- Jasná 1985: 11. Abfahrt, 19. Riesenslalom

### Weltcupwertungen
Ole Kristian Furuseth gewann zweimal die Disziplinenwertung im Riesenslalom.
| Saison  | Gesamt | Gesamt | Abfahrt | Abfahrt | Super-G | Super-G | Riesenslalom | Riesenslalom | Slalom | Slalom | Kombination | Kombination |
| Saison  | Platz  | Punkte | Platz   | Punkte  | Platz   | Punkte  | Platz        | Punkte       | Platz  | Punkte | Platz       | Punkte      |
| ------- | ------ | ------ | ------- | ------- | ------- | ------- | ------------ | ------------ | ------ | ------ | ----------- | ----------- |
| 1986/87 | 78.    | 6      | –       | –       | –       | –       | –            | –            | 33.    | 6      | –           | –           |
| 1987/88 | 76.    | 11     | –       | –       | –       | –       | –            | –            | 42.    | 1      | 9.          | 10          |
| 1988/89 | 4.     | 188    | –       | –       | –       | –       | 1.           | 82           | 3.     | 106    | –           | –           |
| 1989/90 | 2.     | 234    | –       | –       | 6.      | 43      | 1.           | 96           | 2.     | 95     | –           | –           |
| 1990/91 | 5.     | 156    | –       | –       | 19.     | 10      | 6.           | 44           | 2.     | 102    | –           | –           |
| 1991/92 | 4.     | 854    | 51.     | 15      | 8.      | 160     | 4.           | 285          | 6.     | 290    | 6.          | 104         |
| 1992/93 | 37.    | 227    | –       | –       | 21.     | 69      | 16.          | 70           | 22.    | 88     | –           | –           |
| 1993/94 | 32.    | 264    | –       | –       | –       | –       | 26.          | 53           | 10.    | 211    | –           | –           |
| 1994/95 | 16.    | 466    | –       | –       | –       | –       | 22.          | 65           | 4.     | 401    | –           | –           |
| 1995/96 | 39.    | 194    | –       | –       | –       | –       | 52.          | 5            | 11.    | 189    | –           | –           |
| 1996/97 | 35.    | 286    | –       | –       | –       | –       | –            | –            | 9.     | 286    | –           | –           |
| 1997/98 | 33.    | 296    | –       | –       | –       | –       | –            | –            | 6.     | 296    | –           | –           |
| 1998/99 | 50.    | 127    | –       | –       | –       | –       | –            | –            | 20.    | 127    | –           | –           |
| 1999/00 | 16.    | 544    | –       | –       | –       | –       | –            | –            | 2.     | 544    | –           | –           |
| 2000/01 | 48.    | 151    | –       | –       | –       | –       | –            | –            | 16.    | 151    | –           | –           |
| 2001/02 | 72.    | 69     | –       | –       | –       | –       | –            | –            | 23.    | 69     | –           | –           |

#### Weltcupsiege
Furuseth gewann 9 Weltcuprennen (6× Slalom und 3× Riesenslalom) und erzielte weitere 23 Podestplätze.
| Datum             | Ort                  | Land      | Disziplin    |
| ----------------- | -------------------- | --------- | ------------ |
| 5. März 1989      | Furano               | Japan     | Slalom       |
| 9. März 1989      | Shigakōgen           | Japan     | Riesenslalom |
| 23. November 1989 | Park City            | USA       | Riesenslalom |
| 18. Dezember 1990 | Madonna di Campiglio | Italien   | Slalom       |
| 22. Dezember 1990 | Kranjska Gora        | Slowenien | Slalom       |
| 21. Januar 1991   | Adelboden            | Schweiz   | Riesenslalom |
| 19. Januar 1996   | Bormio               | Italien   | Slalom       |
| 1. März 1998      | Yongpyong            | Südkorea  | Slalom       |
| 19. März 2000     | Bormio               | Italien   | Slalom       |

### Norwegische Meisterschaften
Furuseth wurde neunfacher Norwegischer Meister:
- 5× Slalom (1989, 1990, 1995, 1997, 2000)
- 3× Riesenslalom (1989, 1990, 1991)
- 1× Super-G (1989)